# Мечи Кадисии
Мечи Кадисии (араб. قوس النصر‎, «каус ан-наср», Арка Победы) — пара триумфальных арок, расположенных в Багдаде (Ирак). Арки были возведены в конце 1980-х годов и символизировали провозглашённую Саддамом Хусейном победу Ирака в ирано-иракской войне. Мечи Кадисии являются одной из главных достопримечательностей Багдада.

## История
Реконструкция парка Заура в центре Багдада была начата в 1986 году, в самый разгар войны с Ираном. Проект включал в себя большую площадь для проведения военных парадов, вход и выход с которой были отмечены двумя одинаковыми арками. Арки проектировались иракским скульптором Адилем Камилем на основе наброска, сделанного Саддамом Хусейном. После смерти Камиля в 1987 году проектирование перешло к Мохаммеду Гани. Арки были произведены международным консорциумом, возглавляемым немецкой компанией «H+H Metalform».
Церемония открытия комплекса состоялась 8 августа 1989 года, ровно через год после объявления Хусейном прекращения огня в войне с Ираном. Официальное название арок — Мечи Кадисии, в память о сражении при Кадисии (636), в котором арабы разгромили персов. Кроме того, арки часто называют Руками Победы, поскольку они посвящены провозглашённой официальным иракским режимом победе над Ираном. На площади находится большая трибуна, с которой Саддам Хусейн принимал военные парады. Под трибуной располагался музей вещей, подаренных Хусейну простыми иракцами.
Во время планирования воздушной фазы операции «Буря в пустыне» генерал Норман Шварцкопф предлагал уничтожить арки, чтобы деморализовать иракский режим и продемонстрировать простым иракцам его уязвимость. Но по рекомендации военных юристов арки были вычеркнуты из списка целей как объекты большого культурного значения.

## Описание
Основание арки составляют поднимающиеся из земли бронзовые руки, держащие мечи. Мечи соприкасаются друг с другом на высоте около 40 метров, в этом месте установлен небольшой флагшток, на котором обычно развевался иракский флаг.
Вес каждого меча — 24 тонны, длина — около 43 метров. Мечи выполнены из нержавеющей стали, были произведены в Ираке, причём с частичным использованием металла иранского оружия и военной техники, захваченной в ходе войны.
Руки изготовлены из бронзы в литейной Морриса Сингера (Великобритания). Дизайн кистей рук выполнен Адилем Камилем на основе фотографий и гипсовых слепков кистей Саддама Хусейна. На больших пальцах рук имеется отпечаток, скопированный с подлинного отпечатка большого пальца Саддама Хусейна, взятого лично Мохаммедом Гани. На каждом из бетонных цоколей в основании арки лежат около 2,5 тысяч захваченных иранских касок. Некоторые из касок пробиты пулями, причём, по всей видимости, это было сделано преднамеренно, а не произошло в бою.

## Иракская война
Арки не пострадали в ходе вторжения коалиционных войск в Ирак в 2003 году. После окончания активной фазы боевых действий они вместе с площадью оказались на территории «зелёной зоны» Багдада — места расположения переходной американской администрации, а после передачи власти иракцам — высшего руководства страны. «Зелёная зона» является наиболее охраняемым местом в Ираке, и арки защищены от терактов. После падения Багдада на их основаниях американскими солдатами были сделаны разнообразные граффити. Площадь стала местом паломничества солдат коалиционных войск в Багдаде, желающих сфотографироваться возле монумента.
20 февраля 2007 года по распоряжению иракского премьер-министра Нури аль-Малики начался демонтаж Мечей Кадисии. Иракские власти считали необходимым уничтожить памятник как наследие мрачной эпохи Саддама Хусейна. На следующий день процесс сноса был остановлен после вмешательства американского посла в Ираке Залмая Халилзада. По всей видимости, американскую сторону беспокоила возможность обострения продолжающегося суннитско-шиитского конфликта после уничтожения памятника, символизирующего период суннитского правления в стране. Правительство отменило планы по сносу.
В феврале 2011 года иракские власти начали реставрацию памятника в знак примирения в стране, опасаясь протестов, возникших в других странах на фоне Арабской весны
.